# Drosera binata
Drosera binata Labill., 1805 è una pianta carnivora perenne appartenente alla famiglia Droseraceae.

## Descrizione
Le foglie sono strette e si dividono dicotomicamente. Presentano sulla loro superficie dei peli, alla cui estremità si trovano delle ghiandole secernenti una sostanza appiccicosa e ricca di enzimi digestivi in grado di intrappolare e digerire piccoli insetti volanti.

## Biologia
I fiori di questa pianta sono autoimpollinanti e, una volta secchi, rilasciano numerosi semi sottili.

## Distribuzione e habitat
La specie è diffusa in Australia, Nuova Zelanda e nelle isole Chatham.
Cresce in ambienti poveri di nutrienti come le torbiere.

## Propagazione
Questa pianta si può riprodurre tramite talea da foglia, talea da radice, seme.

## Usi
È una delle piante carnivore di più facile coltivazione.

## Galleria d'immagini

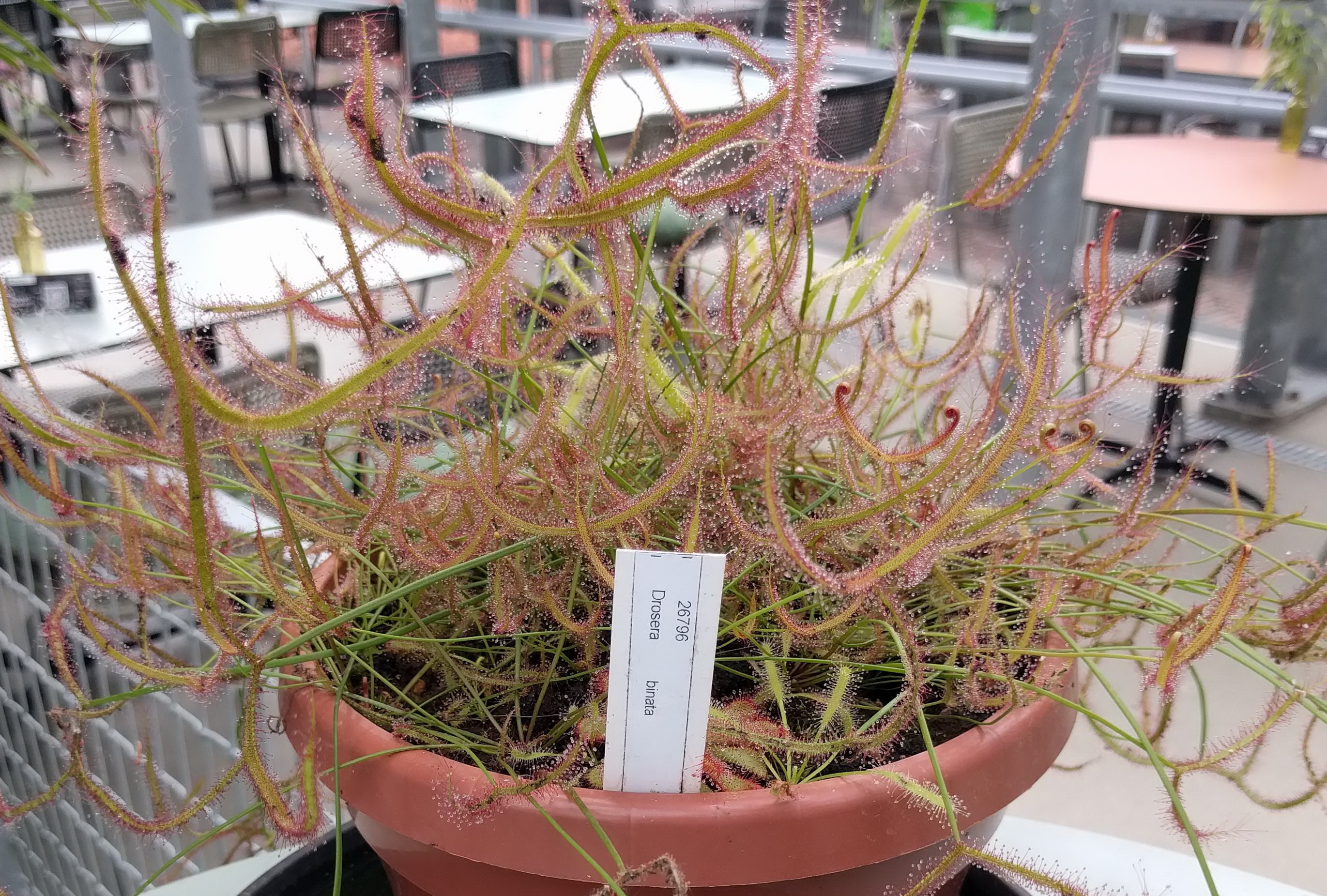
Pianta pressol'Orto botanico di Leida
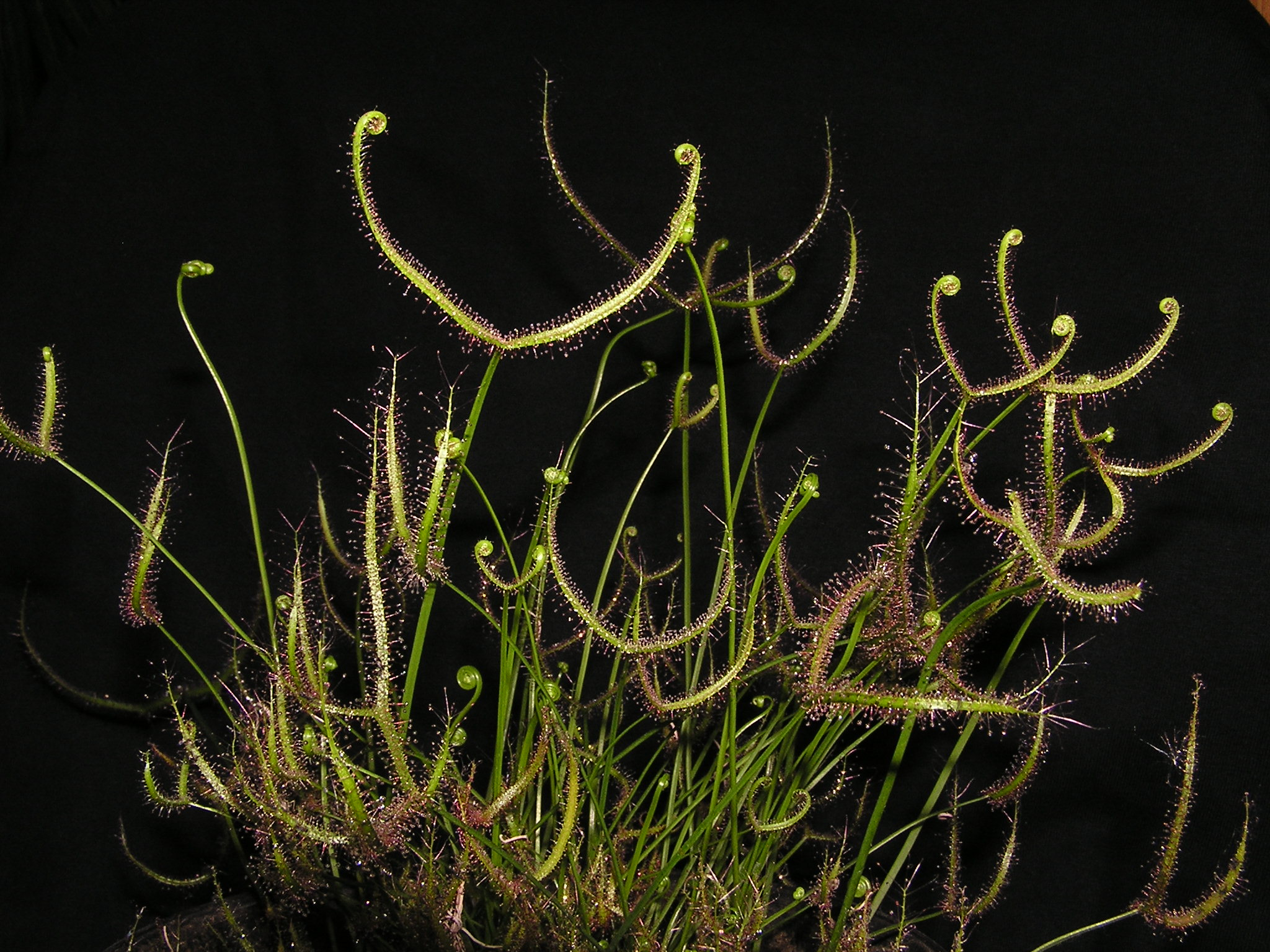
Drosera binata Darwiniana
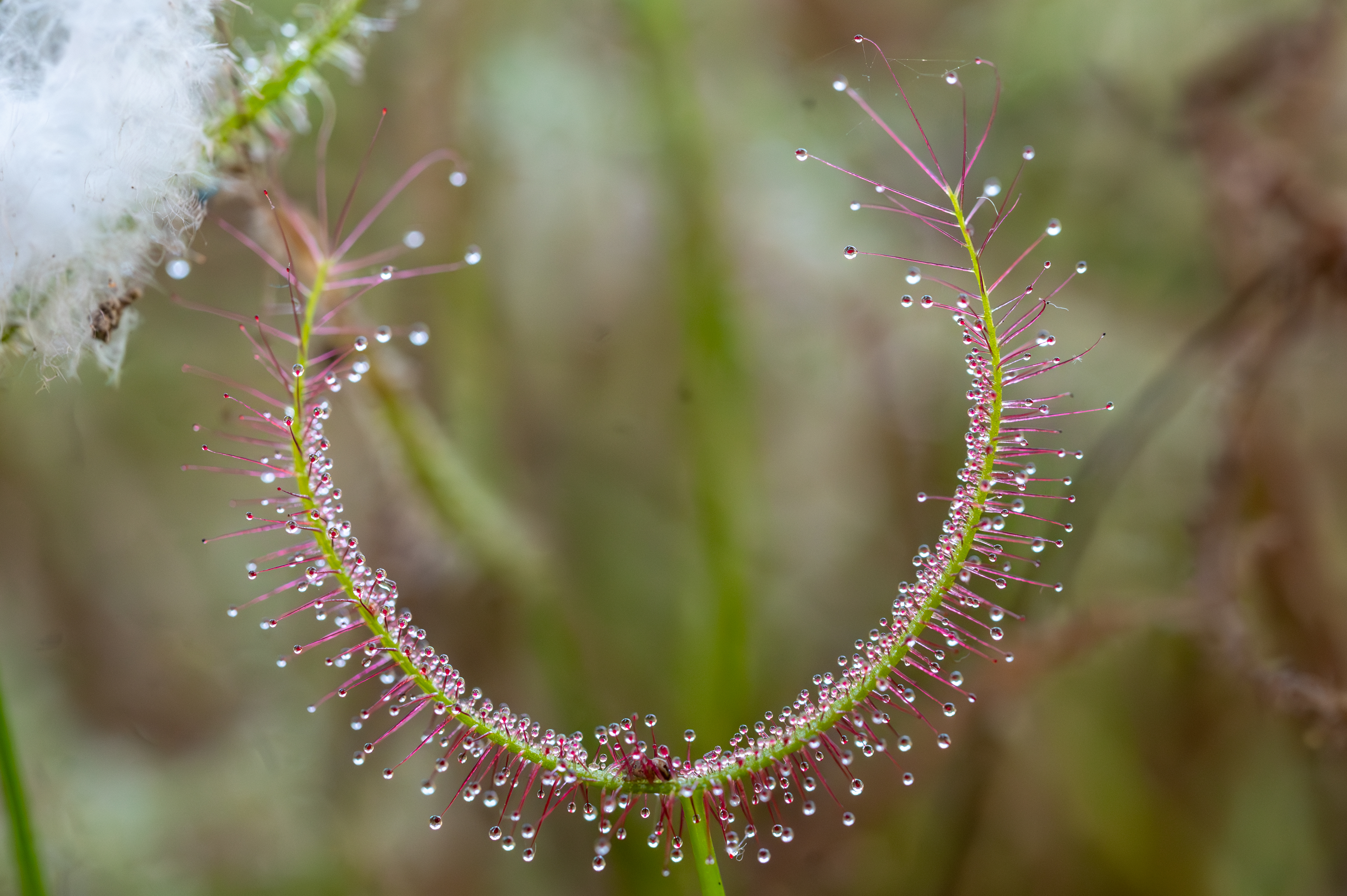
Dettaglio delle foglie
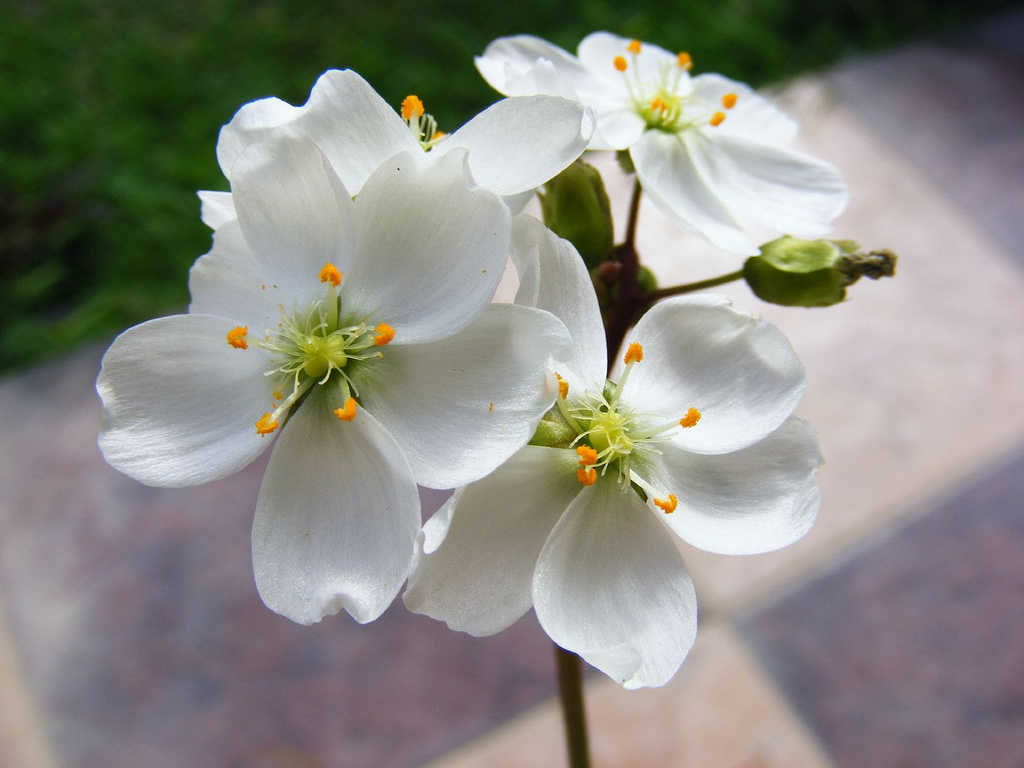
Fiori